# Горьковська сільська рада (Шипуновський район)
Го́рьковська сільська рада (рос. Горьковский сельский совет) — сільське поселення у складі Шипуновського району Алтайського краю Росії.
Адміністративний центр — село Горьковське.

## Населення
Населення — 1165 осіб (2019; 1383 в 2010, 1521 у 2002).

## Склад
До складу сільської ради входять:
| Населений пункт   | Населення, осіб (2002) | Населення, осіб (2010) |
| ----------------- | ---------------------- | ---------------------- |
| Горьковське, село | 1290                   | 1202                   |
| Защита, селище    | 82                     | 56                     |
| Мирний, селище    | 149                    | 125                    |